# Jakow Petrowitsch Terlezki
Jakow Petrowitsch Terlezki (russisch Яков Петрович Терлецкий; englische Transkription Yakov Petrovich Terletsky; * 30. Juni 1912 in Sankt Petersburg; † 15. November 1993) war ein sowjetischer theoretischer Physiker.
Terlezki studierte ab 1936 in Moskau an der Lomonossow-Universität, an der er 1939 promoviert wurde. Er hatte sich vor dem Zweiten Weltkrieg unter anderem mit Beschleunigerphysik befasst und entwickelte eine Theorie des Betatrons. 1945 habilitierte er sich (russischer Doktortitel) an der Lomonossow-Universität und wurde dort Professor. 1951 führte er zusammen mit  N. A. Dobrotin  Forschungen auf dem Gebiet der Höhenstrahlung durch. Ab 1963 war er Professor an der Universität der Völkerfreundschaft Patrice Lumumba. 1971 war er Gastwissenschaftler in Uppsala.
1951 erhielt er den Stalinpreis und 1972 den Leninpreis.
Ende der 1940er Jahre wurde er als Physiker vom KGB mit der Analyse der westlichen Forschung auf dem Gebiet der Kerntechnik beauftragt. Der Grund lag teilweise darin, dass er in Kernphysik-Fragen ein Außenseiter war und Lawrenti Beria seine Informationen nutzte, um die Physiker unter Kurtschatow zu kontrollieren, die an der sowjetischen Atombombe arbeiteten (Kurtschatow stammte – wie viele der sowjetischen Physiker des Atombombenprojekts – aus der Leningrader Schule von Abram Joffe, mit der Terlezki nicht in Verbindung stand). Auch Pawel Sudoplatow erinnert sich, dass man zum Beispiel Jakow Seldowitsch nicht zu Bohr schickte, da man führenden Physikern keine Kontakte in den Westen ermöglichen wollte und auch ihren Informationszugang zu westlicher Literatur kontrollieren wollte. Beria schickte Terlezki November 1945 zu Niels Bohr nach Kopenhagen, um diesen auszuhorchen. Allerdings war das Treffen nach Terlezkis eigenen Worten ein Misserfolg, da Bohr – der die Behörden informiert hatte – keine über bereits Veröffentlichtes hinausgehenden Details weitergab; zum Beispiel übergab er den offiziellen Smyth Report, der allerdings durchaus für die sowjetische Kerntechnik-Entwicklung wichtige Informationen enthielt. Sudoplatow sprach dagegen in seinen Erinnerungen von sehr viel detaillierteren Informationen, die Bohr übergab, was allerdings kritisiert worden ist. Beria selbst sprach allerdings gegenüber Stalin von einem Erfolg. Terlezki arbeitete damals beim KGB als Offizier an der Analyse der westlichen Informationen über Kerntechnik.
Bekannt ist er für seine Arbeiten über Paradoxien der Relativitätstheorie und Tachyonen. Das Tachyonenkonzept führte er schon um 1960 ein. Wie auch Hermann Bondi in Großbritannien spekulierte er über Antriebsformen, die ermöglicht würden, falls Materie mit exotischer Zustandsgleichung existieren würde (negative Energie). Er war auch okkulten Themen nicht abgeneigt.

## Schriften
- Paradoxes in the theory of relativity. Plenum Press, New York NY 1968, 2. Auflage 1970.